# ملیساند لوزینیان
ملیساند لوزینیان (انگلیسی: Melisende of Lusignan؛ ۱۲۰۰ – بعد از ۱۲۴۹)، کوچک‌ترین دختر ملکه اورشلیم، ایزابلا یکم و آیمری قبرس است. وی یک خواهر، سیبلا لوزینیان، و یک برادر، آمالریک، که در کودکی مرد، داشت. وی همچنین خواهر ناتنی ماریا مونفروا که جانشین ایزابلا یکم شد، آلیس شامپانی و فیلیپا شامپانی نیز بود. وی ژانویه ۱۲۱۸ با بوهموند چهارم انطاکیه ازدواج کرد که از وی دارای ۳ فرزند شد: ایزابلا، ماریا و هلویس شد. وی همچنین مدتی نایب حکومت هنری یکم بود.